# Araneus pulcherrimus
Araneus pulcherrimus este o specie de păianjeni din genul Araneus, familia Araneidae. A fost descrisă pentru prima dată de Roewer în anul 1942. Conform Catalogue of Life specia Araneus pulcherrimus nu are subspecii cunoscute.